# سیل ۱۳۹۴ ایلام
استان ایلام در ایران در ۸ آبان ۱۳۹۴ دچار سیل شد. این سیل باعث خسارات مالی و مرگ ۸ نفر شد. از جمله عوامل افزایش مشکلات این سیل ریختن نخاله‌های ساختمانی در بستر و کنار رودخانه‌ها بود که موجب تخریب و ریزش پل‌ها شد. همچنین ساخت و سازهای غیرمجاز در کنار رودخانه هزینه‌های سیل را بالا برد. نخستین بررسی‌ها نشان داد که این سیل به بیش از ۲۰ هزار واحد مسکونی و تجاری برابر با ۴۰ درصد از مکان‌های عمومی شهر ۲۵۰ هزار نفری ایلام آسیب‌های شدیدی وارد کرد. هزینه‌های این سیل شش هزار میلیارد ریال تخمین زده شده‌است. بارش حدود ۳۲۴ میلیمتری باران در سه روز یک هفته که باعث سیل شد، بی‌سابقه‌ترین بارندگی تاریخ ایلام تا زمان حاضر و برابر با بارش‌های یک سال زراعی شمال تهران بوده‌است. عرصه‌های زیست‌محیطی استان از جمله زیستگاه گوزن ایرانی در این سیل آسیب جدی دیدند.